# Ceann Comhairle
Le Ceann Comhairle est le président du Dáil Éireann, la chambre basse de l'Oireachtas le Parlement de l'Irlande. La personne qui détient cette position est élue parmi les membres de l’assemblée lors de la première session plénière après chaque élection législative.
On attend de lui qu'il observe une stricte neutralité. Toutefois, la majorité gouvernementale tente généralement de le choisir en son sein ou parmi ses alliés, si son importance numérique le permet. Pour renforcer l'impartialité de la présidence, la constitution de l'Irlande prévoit qu'un Ceann Comhairle en exercice ne brigue pas sa réélection comme TD (Teachta Dála) mais il est considéré comme automatiquement réélu lors des élections législatives, sauf s'il a décidé de prendre sa retraite. Le Ceann Comhairle ne vote pas sauf en cas d'égalité. Dans ce cas, il vote conformément aux usages parlementaires concernant le speaker (président) de la Chambre des communes britannique.
Le Ceann Comhairle est le représentant de l’ordre dans la Chambre et a à ce titre un certain nombre de prérogatives :
- Il invite les TD à prendre la parole. Tout discours lui est en retour adressé.
- Pose les questions à l’assemblée, supervise et annonce les résultats des votes.
- Sonne une cloche pour rétablir l’ordre.
- Il a l’autorité pour arrêter le désordre. Il peut ordonner à un membre de l’assemblée de quitter l’hémicycle voire suspendre un député pendant une certaine période. En cas de grand désordre il peut suspendre l’assemblée.

## Histoire
L’institution du Ceann Comhairle est aussi ancienne que le Dáil qui a été établi pour la première fois comme assemblée représentative en 1919. Le premier Ceann Comhairle fut Cathal Brugha, qui siégea pour seulement une journée, présidant la première séance symbolique avant de quitter le poste pour devenir président of Dáil Éireann c'est-à-dire Premier ministre.
La charge continua d’exister pendant l’Irish Free State entre 1922 et 1937, la constitution l’appelant alors Chairman of Dáil Éireann.
La pratique de la réélection automatique du Ceann Comhairle lors de l’élection générale fut introduite par un amendement de la Constitution en 1927. Pendant une courte période entre 1936 et 1937, après l’abolition du poste de Gouverneur-Général, certaines de ses fonctions furent transférées au Ceann Comhairle, comme celles de signer les lois, de convoquer et de dissoudre l’assemblée.

## Liste desCinn Comhairlí
| No.             | No. | Nom (naissance-mort)              | Portrait | Mandat           | Mandat           | Parti                  | Circonscription                            | Dáil |
| --------------- | --- | --------------------------------- | -------- | ---------------- | ---------------- | ---------------------- | ------------------------------------------ | ---- |
|                 | 1.  | Cathal Brugha (1874–1922)         |          | 21 janvier 1919  | 22 janvier 1919  | Sinn Féin              | Waterford County                           | 1re  |
|                 | 2.  | George Noble Plunkett (1851–1948) |          | 22 janvier 1919  | 22 janvier 1919  | Sinn Féin              | Roscommon North                            | 1re  |
|                 | 3.  | Seán T. O'Kelly (1882–1966)       |          | 22 janvier 1919  | 16 août 1921     | Sinn Féin              | Dublin College Green                       | 1re  |
|                 | 4.  | Eoin Mac Néill (1867–1945)        |          | 16 aout 1921     | 9 septembre 1922 | (Pro-traité) Sinn Féin | Londonderry National University of Ireland | 2e   |
|                 | 5.  | Michael Hayes (1889–1976)         |          | 9 septembre 1922 | 9 mars 1932      | Cumann na nGaedheal    | National University of Ireland             | 3e   |
| 4e              | 5.  | Michael Hayes (1889–1976)         |          | 9 septembre 1922 | 9 mars 1932      | Cumann na nGaedheal    | National University of Ireland             |      |
| 5e              | 5.  | Michael Hayes (1889–1976)         |          | 9 septembre 1922 | 9 mars 1932      | Cumann na nGaedheal    | National University of Ireland             |      |
| 6e              | 5.  | Michael Hayes (1889–1976)         |          | 9 septembre 1922 | 9 mars 1932      | Cumann na nGaedheal    | National University of Ireland             |      |
|                 | 6.  | Frank Fahy (1880–1953)            |          | 9 mars 1932      | 13 juin 1951     | Fianna Fáil            | Galway                                     | 7e   |
| 8e              | 6.  | Frank Fahy (1880–1953)            |          | 9 mars 1932      | 13 juin 1951     | Fianna Fáil            | Galway                                     |      |
| Galway East     | 6.  | Frank Fahy (1880–1953)            | 9e       | 9 mars 1932      | 13 juin 1951     | Fianna Fáil            |                                            |      |
| Galway East     | 6.  | Frank Fahy (1880–1953)            | 10e      | 9 mars 1932      | 13 juin 1951     | Fianna Fáil            |                                            |      |
| Galway East     | 6.  | Frank Fahy (1880–1953)            | 11e      | 9 mars 1932      | 13 juin 1951     | Fianna Fáil            |                                            |      |
| Galway South    | 6.  | Frank Fahy (1880–1953)            | 12e      | 9 mars 1932      | 13 juin 1951     | Fianna Fáil            |                                            |      |
|                 | 7.  | Patrick Hogan (1886–1969)         |          | 13 juin 1951     | 14 novembre 1967 | Labour Party           | Clare                                      | 13e  |
| 14e             | 7.  | Patrick Hogan (1886–1969)         |          | 13 juin 1951     | 14 novembre 1967 | Labour Party           | Clare                                      |      |
| 15e             | 7.  | Patrick Hogan (1886–1969)         |          | 13 juin 1951     | 14 novembre 1967 | Labour Party           | Clare                                      |      |
| 16e             | 7.  | Patrick Hogan (1886–1969)         |          | 13 juin 1951     | 14 novembre 1967 | Labour Party           | Clare                                      |      |
| 17e             | 7.  | Patrick Hogan (1886–1969)         |          | 13 juin 1951     | 14 novembre 1967 | Labour Party           | Clare                                      |      |
| 18e             | 7.  | Patrick Hogan (1886–1969)         |          | 13 juin 1951     | 14 novembre 1967 | Labour Party           | Clare                                      |      |
|                 | 8.  | Cormac Breslin (1902–1978)        |          | 14 novembre 1967 | 14 mars 1973     | Fianna Fáil            | Donegal South-West                         |      |
| Donegal–Leitrim | 8.  | Cormac Breslin (1902–1978)        | 19e      | 14 novembre 1967 | 14 mars 1973     | Fianna Fáil            |                                            |      |
|                 | 9.  | Seán Treacy (1923–2018)           |          | 14 mars 1973     | 5 juillet 1977   | Labour Party           | Tipperary South                            | 20e  |
|                 | 10. | Joseph Brennan (1912–1980)        |          | 5 juillet 1977   | 13 juillet 1980  | Fianna Fáil            | Donegal                                    | 21e  |
|                 | 11. | Pádraig Faulkner (1918–2012)      |          | 15 octobre 1980  | 30 juin 1981     | Fianna Fáil            | Louth                                      | 21e  |
|                 | 12. | John O'Connell (1927–2013)        |          | 30 juin 1981     | 14 décembre 1982 | Sans étiquette         | Dublin South-Central                       | 22e  |
| 23e             | 12. | John O'Connell (1927–2013)        |          | 30 juin 1981     | 14 décembre 1982 | Sans étiquette         | Dublin South-Central                       |      |
|                 | 13. | Tom Fitzpatrick (1918–2006)       |          | 14 décembre 1982 | 10 mars 1987     | Fine Gael              | Cavan–Monaghan                             | 24e  |
|                 | (9) | Seán Treacy (1923–2018)           |          | 10 mars 1987     | 26 juin 1997     | Sans étiquette         | Tipperary South                            | 25e  |
| 26e             | (9) | Seán Treacy (1923–2018)           |          | 10 mars 1987     | 26 juin 1997     | Sans étiquette         | Tipperary South                            |      |
| 27e             | (9) | Seán Treacy (1923–2018)           |          | 10 mars 1987     | 26 juin 1997     | Sans étiquette         | Tipperary South                            |      |
|                 | 14. | Séamus Pattison (1936–2018)       |          | 26 juin 1997     | 6 juin 2002      | Labour Party           | Carlow–Kilkenny                            | 28e  |
|                 | 15. | Rory O'Hanlon (né en 1934)        |          | 6 juin 2002      | 14 juin 2007     | Fianna Fáil            | Cavan–Monaghan                             | 29e  |
|                 | 16. | John O'Donoghue (né en 1956)      |          | 14 juin 2007     | 13 octobre 2009  | Fianna Fáil            | Kerry South                                | 30e  |
|                 | 17. | Séamus Kirk (né en 1945)          |          | 13 octobre 2009  | 9 mars 2011      | Fianna Fáil            | Louth                                      | 30e  |
|                 | 18. | Seán Barrett (né en 1944)         |          | 9 mars 2011      | 10 mars 2016     | Fine Gael              | Dún Laoghaire                              | 31e  |
|                 | 19. | Seán Ó Fearghaíl (né en 1960)     |          | 10 mars 2016     | 18 décembre 2024 | Fianna Fáil            | Kildare South                              | 32e  |
| 33e             | 19. | Seán Ó Fearghaíl (né en 1960)     |          | 10 mars 2016     | 18 décembre 2024 | Fianna Fáil            | Kildare South                              |      |
|                 | 20. | Verona Murphy                     |          | 18 décembre 2024 | en cours         | Sans étiquette         | Wexford                                    | 34e  |

## Leas-Cheann Comhairle
Le Leas-Cheann Comhairle occupe le poste de vice-président du Dáil Éireann en vertu de l’article 15.9.1 de la Constitution. En l'absence du Ceann Comhairle, le Leas-Cheann Comhairle est suppléant et exerce les fonctions et l'autorité du Ceann Comhairle dans les procédures du Dáil. Traditionnellement, le poste est réservé à l'opposition, mais la nomination est faite par le Taoiseach.